# Arco (Italië)
Arco is een gemeente in de Italiaanse provincie Trente (regio Trentino-Zuid-Tirol) en telt 15.568 inwoners (31-12-2004). De oppervlakte bedraagt 63,3 km², de bevolkingsdichtheid is 246 inwoners per km².
De volgende frazioni maken deel uit van de gemeente: Bolognano, Caneve, Ceole, Chiarano, Linfano, Massone, Mogno, Padaro, San Giorgio d'Arco, San Giovanni al Monte, San Martino d'Oltresarca, Varignano, Vigne di Romarzolo, Vignole.

## Demografie
Arco telt ongeveer 6474 huishoudens. Het aantal inwoners steeg in de periode 1991-2001 met 12,9% volgens cijfers uit de tienjaarlijkse volkstellingen van ISTAT.
| Jaar | Inwoneraantal |
| ---- | ------------- |
| 1991 | 12.855        |
| 2001 | 14.511        |

## Geografie
De gemeente ligt op ongeveer 91 m boven zeeniveau.
Arco grenst aan de volgende gemeenten: Lomaso, Dro, Villa Lagarina, Drena, Tenno, Riva del Garda, Ronzo-Chienis, Mori, Nago-Torbole.

## Geboren in Arco
- Nicolaus Archius, (1492/1493–1546), Italiaanse Neolatijnse dichter en humanist
- Giovanni Segantini (1858–1899), kunstschilder
- Giovanni Battista Caproni (1886–1957), oprichter van Aero-Caproni werd geboren in Massone (Arco)
- Michele Santoni (1980), Italiaans-Nederlands voetbaltrainer

## Overleden in Arco
- Frans II der Beide Siciliën (1836–1894), de laatste koning van de Beide Siciliën
- Albrecht van Oostenrijk-Teschen (1817–1895), aartshertog van Oostenrijk, hertog van Teschen.

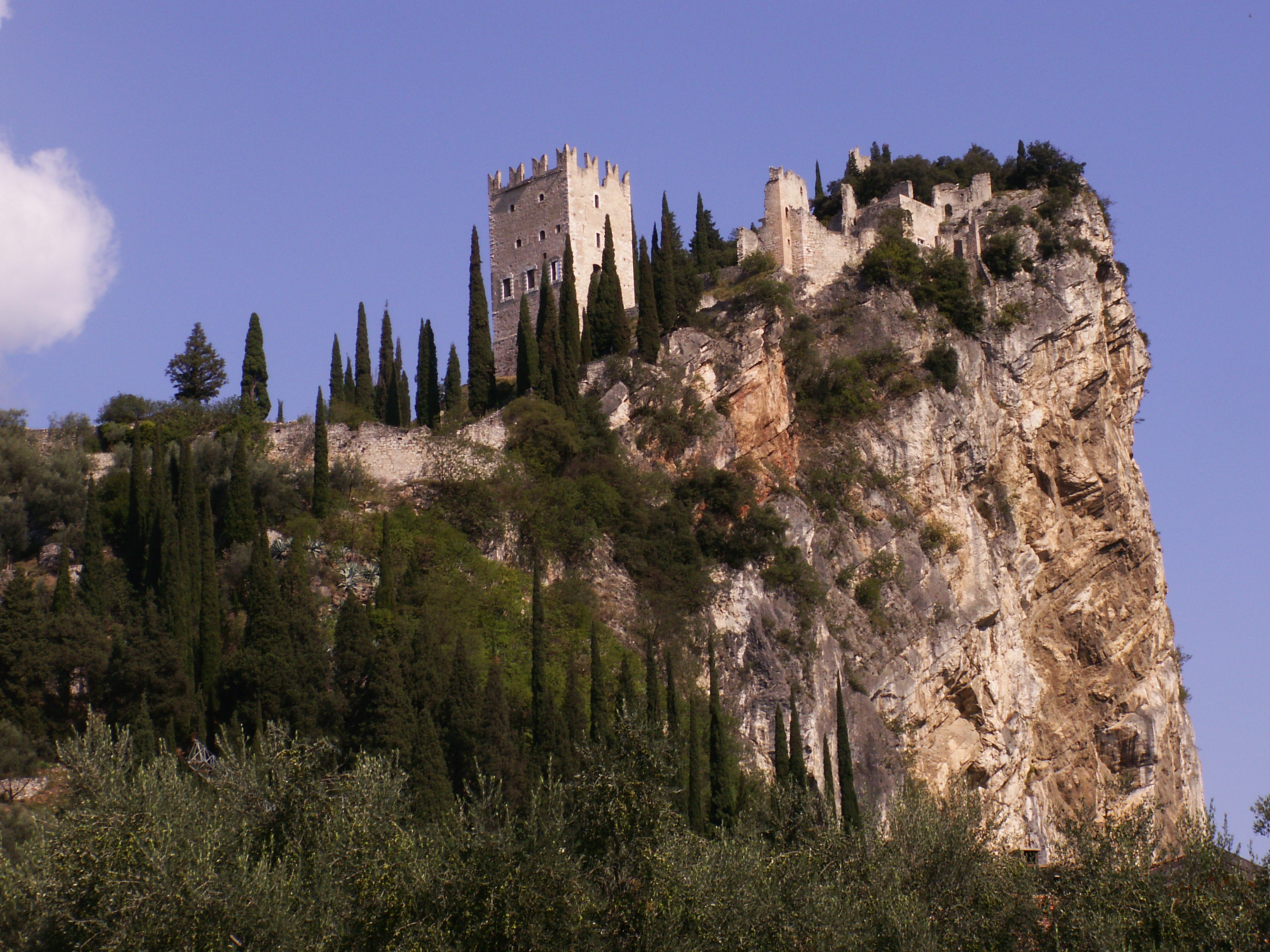
"Castello di Arco"
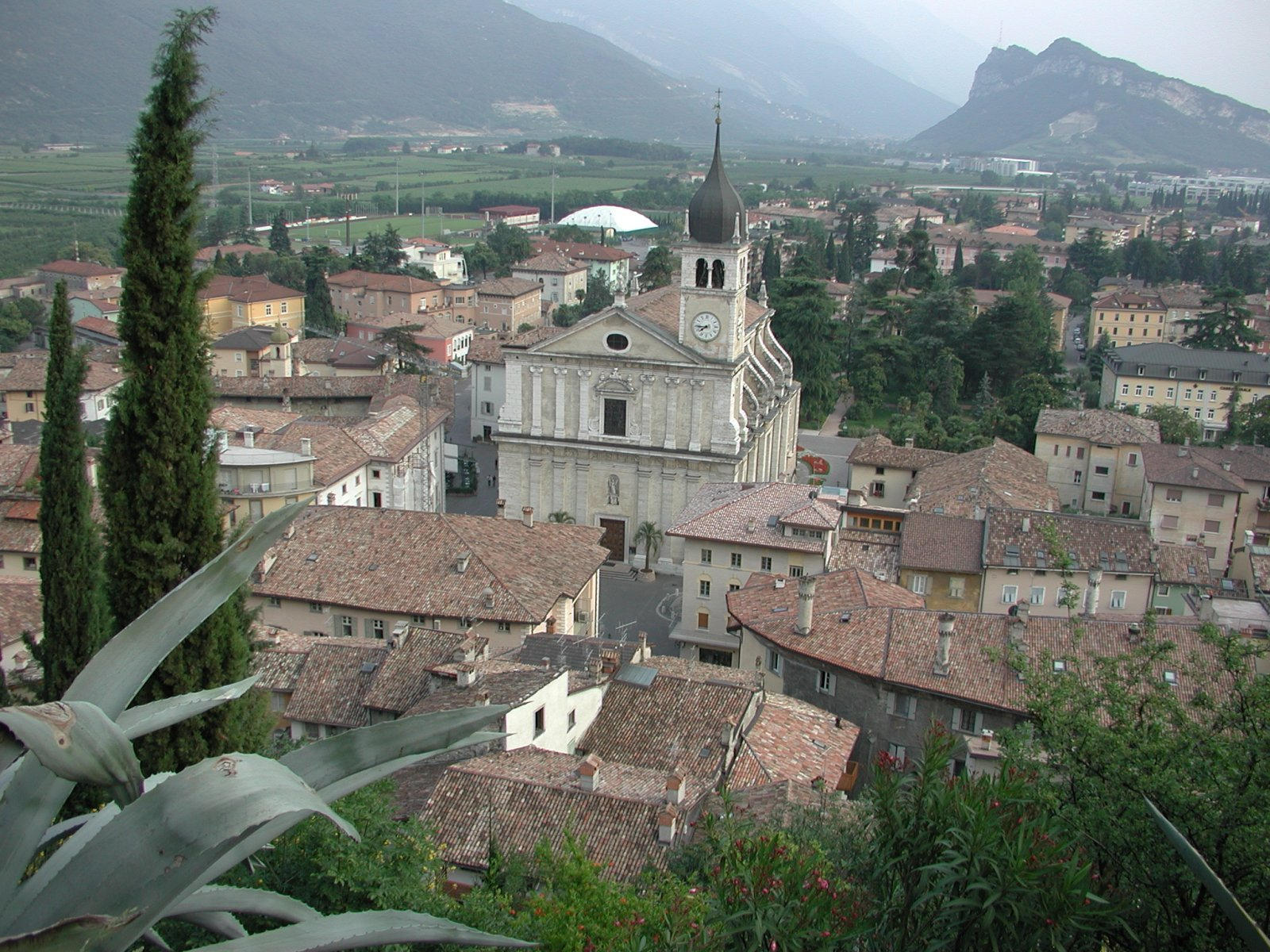
Het Collegiata dell'Assunta in Arco
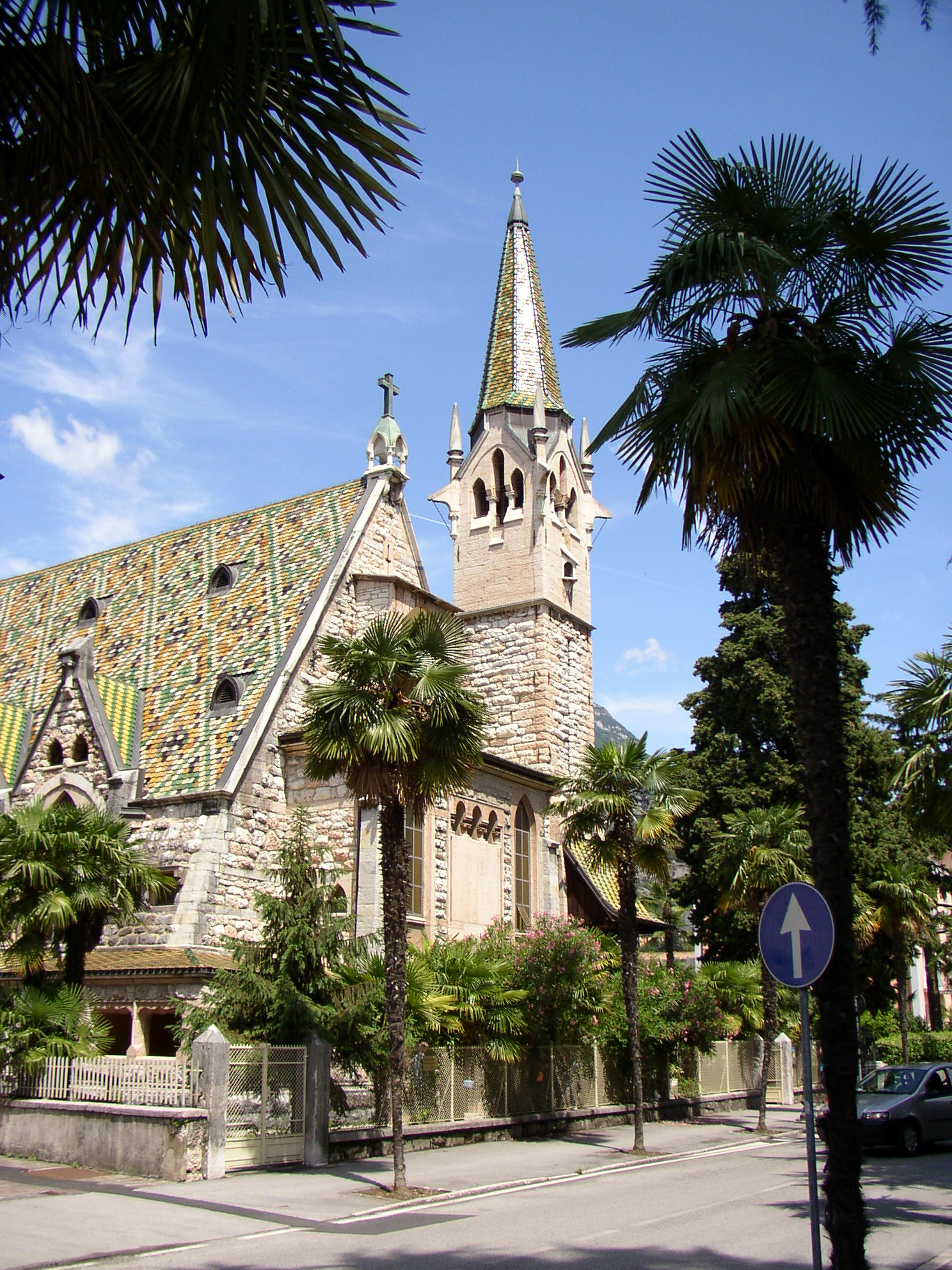
De Sint-Trinitatiskerk in Arco
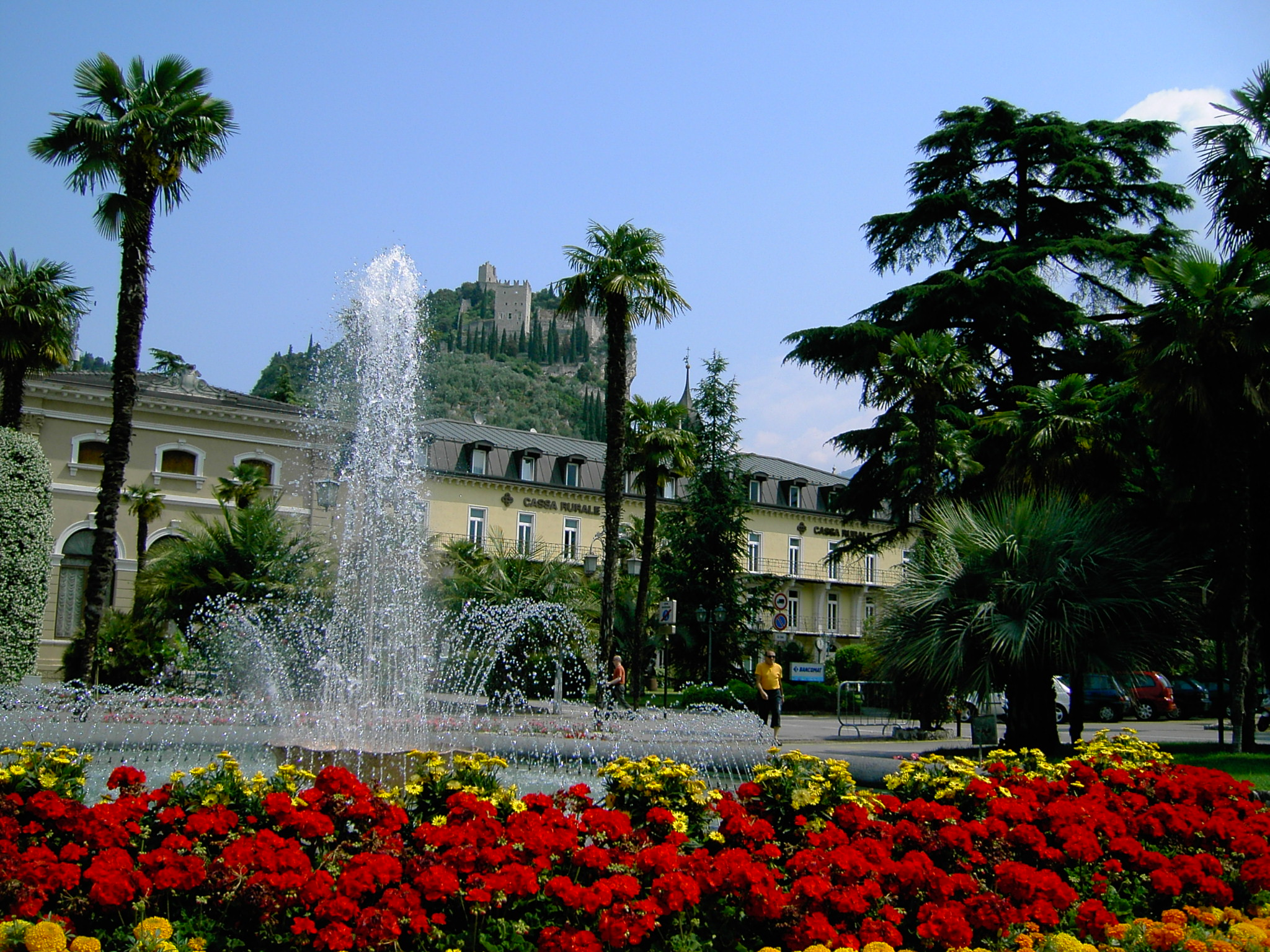
Centrum van Arco met zicht op het Castello di Arco